# أوملانجا

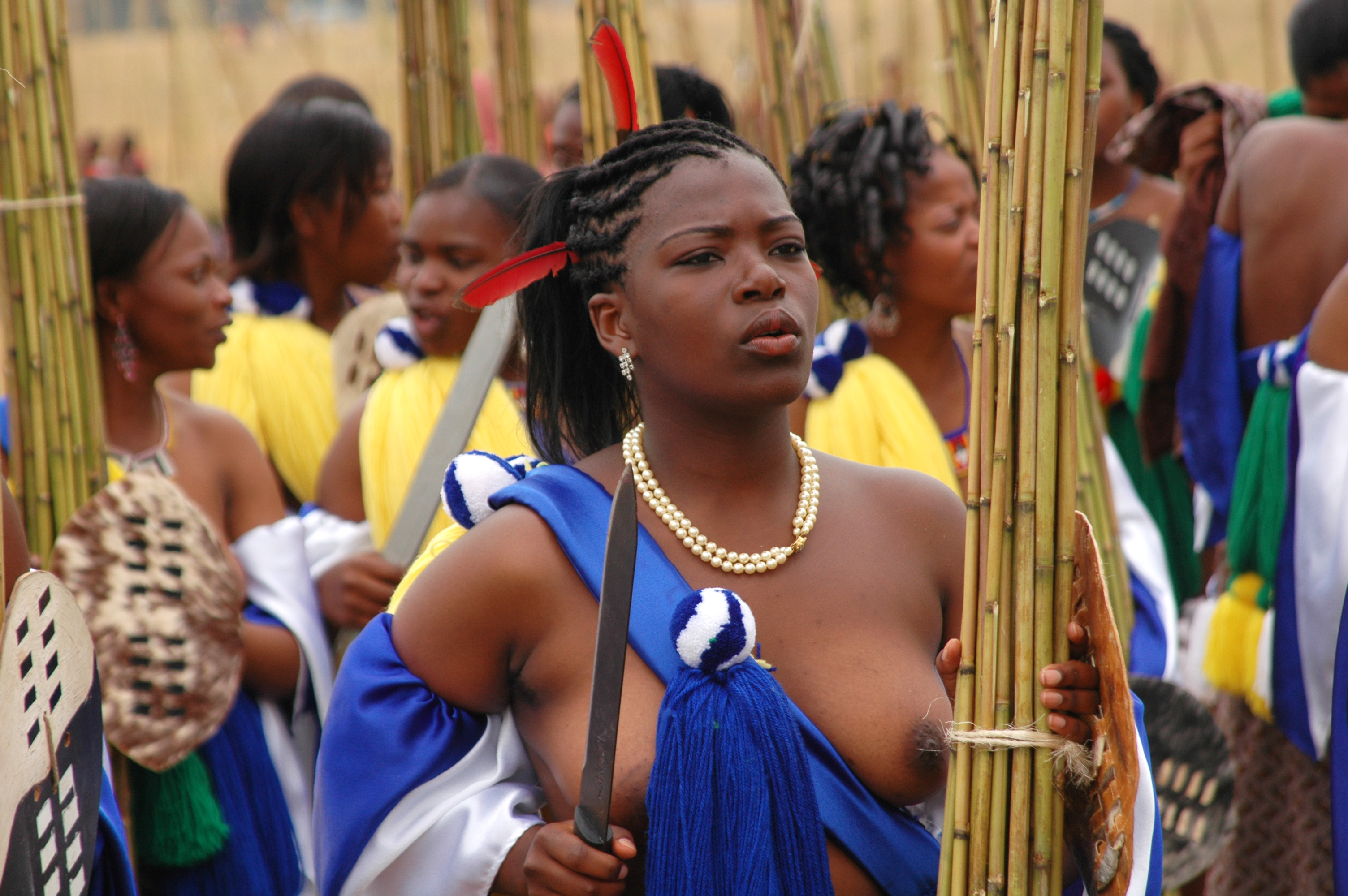
امرأة في الاحتفال.

أوملانجا هو احتفال سنوي لشعب سوازي يقام في إسواتيني، حيث يسافر عشرات الآلاف من الفتيات والنساء السوازيلن غير المتزوجات وليس لديهم أطفال من مشيخات مختلفة إلى قرية لودزيدزيني الملكية للمشاركة في الحدث الذي يستمر ثمانية أيام.